# Birger Meidell
Birger Øivind Meidell (4 de fevereiro de 1882 – 29 de janeiro de 1958) serviu em dois postos no governo fascista Nasjonal Samling de Vidkun Quisling.
Foi eleito membro da Academia Norueguesa de Literatura e Ciências em 1923. Foi palestrante convidado do Congresso Internacional de Matemáticos em Bolonha (1928) e Oslo (1936).

## Publicações selecionadas
- "Note sur quelques inégalités et formules d'approximation." Scandinavian Actuarial Journal 1918, no. 1 (1918): 180–198. doi:10.1080/03461238.1918.10405308
- "Randbemerkungen über den Verlauf der Deckungskapitalien; ihre differentialgleichungen und gewisse ihnen angeknüpfte Identitäten." Scandinavian Actuarial Journal 1921, no. 1 (1921): 210–229. doi:10.1080/03461238.1921.10405337
- "Sur un problème fondamental de la statistique mathématique." Scandinavian Actuarial Journal 1922, no. 1 (1922): 210–216. doi:10.1080/03461238.1922.10405359
- "Les fonctions symétriques et les inégalités générales." Scandinavian Actuarial Journal 1928, no. 1 (1928): 201–219. doi:10.1080/03461238.1928.10416878
- "On damping effects and approach to equilibrium in certain general phenomena." Journal of the Washington Academy of Sciences 18, no. 16 (1928): 437–455. JSTOR 24523525
- "Betrachtungen über den effektiven Zinsfuss bei Anleihen." Scandinavian Actuarial Journal 1932, no. 3 (1932): 159–174. doi:10.1080/03461238.1932.10405882
- "Zur theorie und Praxis der Berechnung des effektiven Zinsfusses bei Anleihen." Scandinavian Actuarial Journal 1939, no. 1 (1939): 122–151. doi:10.1080/03461238.1939.10419261